# Авел
Авел– дъх или още „преходен“ Според разказа в Битие, Авел (на иврит: הֶבֶל Héḇel; на гръцки: Ἅβελ,Abel; арабски: هابيل, Hābīl) е вторият син на Ева. Името му на иврит е съставено от същите три съгласни като корен, означаващ „дъх“. Джулиус Уолхаузен и много учени, които го следват, отричат името да се извежда от корена. Еберхард Шрадер по-рано е представил акадския (староасирийски диалект) аблу („син“) като по-вероятна етимология.
В християнството понякога се правят сравнения между смъртта на Авел и смъртта на Иисус, тъй като Авел се разглежда като първи мъченик. В Матей 23:35 Иисус говори за Авел като за „праведник“, а в Посланието към евреите се казва, че „Кръвта от поръсване... по-добра от тази на Авел“ (Евреи 12:24). Кръвта на Иисус се тълкува като пренасяща милост; но тази на Авел като изискваща отмъщение (оттук и проклятието и знака)
Авел в Стария завет на Библията и в Корана е син на Адам и Ева, по-малкият брат на Каин. Каин е земеделец, а Авел животновъд. Даровете на Авел към Бог са приети с по-голямо благоразположение. Това води до поява на завист у брат му, който впоследствие го убива. Според преданието, Каин сам погребва брат си Авел. Според коптската книга на Адам и Ева (в 2: 1 – 15) и Сирийската пещера на съкровищата, тялото на Авел, след много дни на траур, било поставено в пещерата на съкровищата, пред която Адам, Ева и потомци, поднасят молитвите си. Освен това сетитската линия от поколенията на Адам се кълне в кръвта на Авел, за да се отдели от неправедните.
В Книгата на Енох (22: 7), разглеждана от повечето християнски и еврейски традиции като извънбиблейска, душата на Авел е описана като назначена за началник на мъчениците, плачеща за отмъщение, за унищожаването на семето на Каин. По-късно това мнение се повтаря в завета на Авраам, където Авел е издигнат до позицията на съдник на душите.